# 부천시·김포군·강화군
부천시·김포군·강화군은 대한민국의 옛 국회의원 선거구이다. 당시 경기도 부천시, 김포군, 강화군 지역을 관할했다.

## 역사
제11대 국회의원 선거를 앞두고 부천시와 김포군, 강화군이 하나의 선거구를 형성하게 되면서 신설되었다.
1988년 1월, 부천시에 구제가 실시되면서 중구와 남구가 신설되었다. 또한 제13대 국회의원 선거를 앞두고 소선거구제가 실시되었다. 이로 인해 부천시 중구, 부천시 남구, 김포군·강화군 선거구로 각각 분리되면서 폐지되었다.

## 역대 국회의원
| 선거   | 정당 | 정당       | 1위 의원 | 정당 | 정당       | 2위 의원 |
| ------ | ---- | ---------- | -------- | ---- | ---------- | -------- |
| 1981년 |      | 민주정의당 | 신능순   |      | 민주한국당 | 오홍석   |
| 1985년 |      | 신한민주당 | 안동선   |      | 민주정의당 | 박규식   |

## 역대 선거 결과

### 대한민국 제11대 국회의원 선거
|  | 37.65% |

|  | 23.04% |

|  | 18.69% |

|  | 7.62% |

|  | 5.86% |

|  | 3.71% |

|  | 3.40% |

### 대한민국 제12대 국회의원 선거
|  | 32.49% |

|  | 28.03% |

|  | 20.82% |

|  | 18.65% |